# ラーチャウェート・チェンマイ病院
ラーチャウェート・チェンマイ病院（英語:Rajavej Chiangmai Hospital、タイ語：โรงพยาบาลราชเวช เชียงใหม่）は、タイ北部チエンマイ県ムアンチエンマイ郡にある私立総合病院の一つである。1997年開業。ラジャヴェーチェンマイ病院とも表記される。

## 概略
ラーチャウェート・チェンマイ病院はベッド数150床、ICU（集中治療室）を備え、小児科医、産科医も常勤でいる。CT、血液透析も可能。救急車を保有し、救急救命治療も可能。国際標準規格ISO9001：2003、及び臨床検査室の標準規格ISO15189：2003を取得している。

## 国際対応
ほとんどの医師は英語が可能である。また同院国際交渉課には日本語通訳がおり、院内では日本語案内表示もされている。